# Вадакила чудовиште
Вадакила чудовиште (енгл. Vadakilla Monster) је криптид који наводно живи у околини села Вафаре Вади у Ахмеднагар дистрикту (савезна држава Махараштра) у Индији. 

## Опис вадакила чудовишта

### У креационизму
Према ријечима креациониста вадакила чудовиште је један од доказа постојања живи диносауруса. Они га описују као биће налик на тероподског диносауруса. Ово биће може као змај да рига ватру из уста.